# Manas (Talas)
Manas (kirgisisch Манас, bis 2006 Ak-Sai) ist ein Dorf im Oblus Talas (Kirgisistan) mit 4468 Einwohnern (Stand 2022).

## Geschichte
2007 löste Manas nach Anordnung des damaligen Premierministers Almasbek Atambajew das Dorf Kök-Oj als Verwaltungssitz des Rajon Talas ab.

## Bevölkerung
| Jahr | Einwohner |
| ---- | --------- |
| 2009 | 4199      |
| 2022 | 4468      |